# Вулиця Олександра Чавчавадзе
Вулиця Олександра Чавчавадзе (груз. ალექსანდრე ჭავჭავაძეის ქუჩა) — вулиця в Тбілісі в районі Мтацмінда, проходить від проспекту Руставелі.

## Історія
Була спроєктована в 1830-х роках землеміром Товарницьким як вулиця Давида (вулиця веде вгору до цервки Святого Давида), у списку вулиць Тбілісі 1841 року також фігурує з цією назвою. Названа в 1846 році на честь князя Олександра Чавчавадзе (1786—1846) — грузинського громадського діяча, поета-романтика, генерал-лейтенанта російської імператорської армії, батька Ніно Чавчавадзе, тесть Олександра Сергійовича Грибоєдова. Олександр Чавчавадзе жив на цій вулиці й трагічно загинув — впавши тут з коляски на вуличну плитку, він помер в ту ж ніч.
Колишня назва — Вадзевська вулиця.
Навесні 1918 року в студії піаніста Бендицького (буд.3) відкрився гурток діячів мистецтв «Павиний хвіст». Сюди приходив поет С. Городецький.
На перетині вулиці з проспектом Руставелі в 1932 році з'явився перший в місті світлофор

## Пам'ятки
Буд. 19 — Hyatt Regency hotel

## Відомі жителі
Олександр Чавчавадзе (1786—1846), будинок Чавчавадзе, що знаходився на місці сучасного будинку 19, не зберігся, пізніше в цьому ж будинку жила Олена Блаватська (1831—1891).
Буд. 5 — Рамаз Чхиквадзе (1928—2011)